# Eucalliathla candidella
Eucalliathla candidella is een vlinder uit de familie van de pedaalmotten (Argyresthiidae). De wetenschappelijke naam van de soort werd in 1852 gepubliceerd door Émile Blanchard.